# Мейв'ю (Міссурі)
Мейв'ю (англ. Mayview) — місто (англ. city) в США, в окрузі Лафаєтт штату Міссурі. Населення — 208 осіб (2020).

## Географія
Мейв'ю розташований за координатами 39°3′10″ пн. ш. 93°50′0″ зх. д. / 39.05278° пн. ш. 93.83333° зх. д. (39.052766, -93.833297).  За даними Бюро перепису населення США в 2010 році місто мало площу 0,41 км², уся площа — суходіл.

## Демографія
Згідно з переписом 2010 року, у місті мешкало 212 осіб у 80 домогосподарствах у складі 58 родин. Густота населення становила 523 особи/км².  Було 92 помешкання (227/км²).
Расовий склад населення:
| - 89,6 % — білих - 7,5 % — чорних або афроамериканців - 0,5 % — азіатів |

До двох чи більше рас належало 1,4 %. Частка іспаномовних становила 0,9 % від усіх жителів.
За віковим діапазоном населення розподілялося таким чином: 25,9 % — особи молодші 18 років, 61,4 % — особи у віці 18—64 років, 12,7 % — особи у віці 65 років та старші. Медіана віку мешканця становила 37,5 року. На 100 осіб жіночої статі у місті припадало 89,3 чоловіків;  на 100 жінок у віці від 18 років та старших — 89,2 чоловіків також старших 18 років.
Середній дохід на одне домашнє господарство  становив 37 083 долари США (медіана — 33 906), а середній дохід на одну сім'ю — 38 565 доларів (медіана — 40 417). Медіана доходів становила 31 250 доларів для чоловіків та 26 250 доларів для жінок. За межею бідності перебувало 26,9 % осіб, у тому числі 48,2 % дітей у віці до 18 років та 0,0 % осіб у віці 65 років та старших.
Цивільне працевлаштоване населення становило 120 осіб. Основні галузі зайнятості: виробництво — 22,5 %, науковці, спеціалісти, менеджери — 15,0 %, освіта, охорона здоров'я та соціальна допомога — 15,0 %.